# De fiesta con Georges Brassens
De fiesta con Georges Brassens, también conocido en francés Chante Georges Brassens en Espagnol, es el trigésimo séptimo álbum oficial en estudio del cantautor chileno Ángel Parra como solista. Fue lanzado originalmente en Francia a fines de 2006, país donde el autor vivió varios años producto de su exilio durante la dictadura militar, y grabado en abril de ese mismo año.
El disco es un álbum tributo al cantautor francés Georges Brassens, que incluye tanto versiones de canciones suyas como otras propias de Ángel Parra. Este es el primer álbum de Ángel en tributo a un artista no hispanoablante.

## Lista de canciones
Toda la música compuesta por Ángel Parra, salvo que se indique lo contrario. 
| De fiesta con Georges Brassens |                                |                                |          |  |
| N.º                            | Título                         | Música                         | Duración |  |
| 1.                             | «Si usted me dio rendez-vous»  | Georges Brassens               |          |  |
| 2.                             | «El campesino»                 | Georges Brassens               |          |  |
| 3.                             | «La mala reputación»           | Georges Brassens               |          |  |
| 4.                             | «Me hice chiquito»             | Georges Brassens               |          |  |
| 5.                             | «Marinette»                    | Georges Brassens               |          |  |
| 6.                             | «Pobre Martín»                 | Georges Brassens               |          |  |
| 7.                             | «Romance de la muerte»         |                                |          |  |
| 8.                             | «La T.V.» (o «La televisión»)  |                                |          |  |
| 9.                             | «Obispos de España»            |                                |          |  |
| 10.                            | «Obscenidad»                   |                                |          |  |
| 11.                            | «El dinero»                    |                                |          |  |
| 12.                            | «Del 40 al 2000»               |                                |          |  |
| 13.                            | «El ministro»                  |                                |          |  |
| 14.                            | «Indecente»                    |                                |          |  |
| 15.                            | «Il n'y a pas d'amour heureux» | Louis Aragon, Georges Brassens |          |  |

## Créditos
- Ángel Parra: dirección artística, dirección musical, guitarra, voces
- Alain Delpy: contrabajo
- Pierre Wiaz: dibujos[4]